# Javorina (Busov)
Javorina (881,2 m n. m., polsky Jaworzyna Konieczniańska) je vrch v pohoří Busov, součásti Nízkých Beskyd. Vypíná se severně od Regetovky, na polsko-slovenské hranici, mezi sedly Regetovská voda a Dujava.

## Přístup
- po červené značce ze sedla Regetovská voda
- po červené značce ze sedla Dujava